# ماتيا باني
ماتيا باني (بالإيطالية: Mattia Bani)‏ (10 ديسمبر 1993 في إيطاليا - ) هو لاعب كرة قدم إيطالي في مركز الدفاع. لعب مع نادي برو فيرتشيلي ونادي ريجيانا 1919.

## وصلات خارجية
- ماتيا باني على موقع قاعدة بيانات كرة القدم.إي يو (الإنجليزية)
- ماتيا باني على موقع Soccerbase.com (لاعب) (الإنجليزية)
- ماتيا باني على موقع Soccerway.com (الإنجليزية)
- ماتيا باني على موقع عالم كرة القدم.نت (الإنجليزية)
- ماتيا باني على موقع AS.com (الإسبانية)